# Partito Comunista di Gran Bretagna
Il Partito Comunista di Gran Bretagna (in inglese Communist Party of Great Britain - CPGB) è stato un partito politico attivo dal 1920 al 1991. Si è caratterizzato come il maggiore partito comunista del Regno Unito, nonostante non sia mai divenuto un partito di massa come il Partito Comunista Italiano o il Partito Comunista Francese.

## Storia

### Fondazione
Il partito fu fondato nel 1920, dopo che la Terza Internazionale decise che erano necessari tentativi più decisi di creare movimenti comunisti nel mondo. Il CPGB nacque dall'unificazione di molti partiti marxisti minori come il Partito Socialista Britannico, il Gruppo di Unità Comunista del Socialist Labour Party ed il South Wales Socialist Society. Il partito conquistò il sostegno della Guild Communists faction della National Guilds League, riunì shop steward e comitati di lavoratori, club socialisti e molti ex membri della campagna Hands Off Russia; vi si iscrissero anche molti esponenti del Partito Laburista Indipendente. Come membro del Partito Socialista Britannico, il Membro del Parlamento Cecil L'Estrange Malone si iscrisse al CPGB.
Nel gennaio 1921 il CPGB venne rifondato dopo che le maggioranze del gruppo di Sylvia Pankhurst - il Partito Comunista (Sezione Britannica della Terza Internazionale) e il Partito Comunista del Lavoro Scozzese - approvarono l'unità. Il partito crebbe durante il periodo di crescente radicalismo in Gran Bretagna subito dopo la prima guerra mondiale e la Rivoluzione d'ottobre e fu rappresentato dal movimento Red Clydeside.
Durante le discussioni che portarono alla creazione del partito alcune tematiche furono duramente contestate; tra queste vi era la questione del parlamentarismo ed il rapporto con il Partito Laburista. Il "parlamentarismo" era riferito alla strategia di competere nelle elezioni e operare attraverso i parlamenti esistenti: si trattava di una strategia adottata dai partiti della Seconda Internazionale e fu in parte per questo motivo che incontrò l'opposizione di coloro che auspicavano la rottura con la socialdemocrazia. Le critiche si incentravano sull'analisi secondo la quale il parlamentarismo avrebbe prodotto nei vecchi partiti una propensione al riformismo in quanto li aveva incoraggiati a porre l'accento sull'acquisizione del consenso rispetto alla prospettiva del socialismo, che aveva consentito l'ascesa di opportunisti nelle file del movimento costituendo inoltre un'accettazione della legittimità dei governi borghesi e delle istituzioni capitalistiche.
Allo stesso modo, l'affiliazione al Partito Laburista fu contrastata sulla base che i comunisti non dovevano lavorare con i partiti socialdemocratici riformisti; queste posizioni di estrema sinistra ottennero grande supporto, tra cui quello di Sylvia Pankhurst, Willie Gallacher ed altri importanti militanti. Tuttavia, il Partito Comunista dell'Unione Sovietica assunse la posizione opposta: nel 1920 Lenin affermò nel suo saggio Estremismo: Malattia infantile del Comunismo che i partiti comunisti dovevano lavorare con i sindacati riformisti e con i partiti socialdemocratici perché questi costituivano le organizzazioni esistenti delle classi lavoratrici. Il leader sovietico riteneva che se tali organizzazioni avessero preso il potere, avrebbero dimostrato di non essere realmente dalla parte della classe operaia, per cui i lavoratori disillusi avrebbero sostenuto il Partito Comunista.
Inizialmente, quindi, il CPGB tentò di operare all'interno del Partito Laburista, che all'epoca operava principalmente come insieme di soggetti di sinistra, avendo concesso iscrizioni individuali fin dal 1918. Tuttavia, nonostante l'appoggio di figure di spicco come il leader del Partito Laburista Indipendente James Maxton, il Labour si oppose all'affiliazione del Partito Comunista; perseguendo comunque l'affiliazione cercando di influenzare i laburisti, il CPGB presentò proprie liste alle elezioni parlamentari e incoraggiò i suoi membri a iscriversi al Partito Laburista individualmente e a cercarne l'appoggio per le candidature: molti comunisti entrarono quindi nelle liste del Partito Laburista e nelle elezioni generali nel Regno Unito del 1922 Shapurji Saklatvala e Walton Newbold furono eletti.

### Gli anni Venti e Trenta
Il 1924 fu segnato dall'affare della Lettera di Zinov'ev, intesa a suggerire che il Partito Comunista Britannico fosse coinvolto in attività sovversive all'interno delle forze armate e altrove, con l'intento di sostenere le ambizioni elettorali del Partito Conservatore: si trattò probabilmente di un'opera del SIS (MI6). Durante gli anni venti e trenta, il CPGB decise di mantenere la dottrina leninista secondo cui un partito comunista deve essere composto da quadri rivoluzionari e non dev'essere aperto a libere iscrizioni. Al CPGB come sezione britannica dell'Internazionale Comunista fu imposto di implementare le decisioni dei massimi organismi a cui era subordinato.
Questa si mostrò essere una scelta dagli effetti non necessariamente positivi in occasione dello sciopero generale del 1926, immediatamente prima del quale molti dei massimi dirigenti del CPGB furono imprigionati. Dodici furono accusati di "cospirazione sediziosa": cinque furono incarcerati per un anno e gli altri per sei mesi. Un altro grave problema per il partito fu la sua politica di negare il proprio ruolo e richiedere al Consiglio Generale del Trades Union Congress di svolgere un ruolo di rivoluzionario.
Cionondimeno durante lo sciopero stesso e durante il lungo sciopero (poi fallito) dei minatori i membri del CPGB furono in prima linea nella difesa dell'astensione dal lavoro e nel tentativo di solidarizzare con i minatori: il risultato fu che il radicamento del partito tra i minatori crebbe notevolmente tra il 1926 ed il 1927. Molte di queste conquiste sarebbero state perse nel Terzo Periodo ma la sua influenza fu sviluppata in aree in cui sarebbe stata mantenuta fino allo scioglimento del partito.
Il CPGB riuscì a creare uno strato di militanti molto legati al partito e alle sue politiche, nonostante questo supporto fu concentrato in settori particolari, specificamente industria pesante, tessile e mineraria, e in aggiunta tese ad essere concentrato regionalmente come nei giacimenti di carbone, alcune città industriali come Glasgow e il quartiere ebraico orientale di Londra. In effetti, Maerdy nella Rhondda Valley insieme a Chopwell in Tyne e Wear furono due di una gran quantità di comunità note come Piccola Mosca (Little Moscow) per le loro tendenze comuniste.
Questa rete costruita nei primi anni del partito furono messi in pericolo durante il Terzo Periodo dal 1929 al 1932, essendo il Terzo Periodo il cosiddetto periodo della rinnovata avanzata rivoluzionaria come fu definita dalla dirigenza stalinista del Comintern. Il risultato di questa politica "classe contro classe" fu che i partiti socialdemocratici e laburisti dovevano essere visti come una minaccia esattamente come i partiti apertamente fascisti ed erano pertanto denominati social-fascisti: ogni tipo di alleanza con i socialfascisti era ovviamente proibita.
Il Terzo Periodo vide anche il tentativo del Partito Comunista di creare sindacati rivoluzionari in concorrenza ai sindacati affiliati alla Trades Union Congress: tale tentativo si risolse in un pressoché completo insuccesso, sebbene si fossero formato un piccolo numero di sindacati rossi, tra cui un sindacato di minatori in Scozia e di sarti nella parte orientale di Londra. Arthur Horner, il leader comunista dei minatori gallesi, fallì nell'impresa di fondare un sindacato simile nella sua zona.
Nonostante il Terzo Periodo fu, secondo ogni parametro convenzionale, un totale fallimento esso rappresentò la fase eroica del comunismo britannico e una delle sue campagne ebbe impatto anche al di là delle sue file: si trattò del Movimento Nazionale Disoccupati guidato da Wal Hannington. La crescente disoccupazione aveva causato un sostanziale aumento degli iscritti al Partito Comunista, specialmente tra gli ingegneri: questa cornice, di cui Hannington ed Harry MacShane in Scozia furono emblematici, trovò sbocco nella formazione del NUWM che partecipò a molte manifestazioni degli scioperi dei disoccupati durante gli anni trenta. Nonostante sia nato nel Terzo Periodo durante la Grande depressione, il NUWM fu un organismo di lotta anche nel periodo dei fronti popolari, venendo sciolto solo nel 1941.
In seguito alla vittoria di Adolf Hitler in Germania il Terzo Periodo fu abbandonato da tutti i partiti comunisti, che adottarono al suo posto la politica dei fronti popolari: questa tattica politica affermava che, essendo il fascismo il pericolo maggiore per il movimento operaio, era necessario allearsi con tutte le forze antifasciste - inclusi i partiti democratici di destra - per scongiurare una "vittoria nera". In Gran Bretagna questa politica si espresse negli sforzi da parte del CPGB di formare un'alleanza con il Labour Party e anche con forze a destra del Labour: dopo essersi posizionato a sinistra del Labour durante il Terzo Periodo, il CPGB si spostò quindi a destra dei laburisti.
Nelle elezioni generali del 1935 Willie Gallacher fu eletto come il primo parlamentare comunista in sei anni, il primo in opposizione al Labour: Gallacher fu eletto nella regione di West Fife in Scozia, una zona mineraria e carbonifera in cui godeva di notevole popolarità. Negli anni trenta il CPGB si oppose alla politica del governo conservatore che cercava l'appeasement con la Germania nazista e l'Italia fascista. Nelle strade i militanti comunisti svolsero un ruolo chiave nella lotta contro la British Union of Fascists, guidata da Sir Oswald Mosley le cui camicie nere tentavano di emulare i nazisti in azioni antisemite a Londra ed in altre importanti città britanniche.

### Fino agli anni Sessanta
Con l'inizio della seconda guerra mondiale nel 1939, il Partito Comunista inizialmente continuò a sostenere la lotta su due fronti (contro Neville Chamberlain all'interno del Regno Unito e il nazifascismo all'estero). Tuttavia, grazie al diretto intervento dell'Internazionale Comunista (avviato da Stalin), questa politica fu presto cambiata per seguire la linea degli altri partiti comunisti; impegno per la pace, e descrizione della guerra come prodotto dell'imperialismo di entrambi i fronti, in cui le masse lavoratrici non dovevano parteggiare. A questo si opposero all'interno del Partito Comunista Harry Pollitt e J. R. Campbell, l'editore del Daily Worker, ed entrambi furono sostituiti nelle loro funzioni nell'ottobre 1939. Pollitt fu rimpiazzato da Palme Dutt. Dal 1939 al 1941 il Partito fu molto attivo nel sostenere gli scioperi e nel denunciare il governo per i suoi propositi di guerra.
Tuttavia, quando nel 1941 l'Unione Sovietica fu invasa dal Terzo Reich, il CPGB invertì immediatamente la sua posizione e supportò la guerra sulla base del fatto che ora si trattava di una guerra tra fascismo e URSS. Pollitt fu reintegrato nel suo ruolo di Segretario del Partito. Infatti, il sostegno dei comunisti alla guerra fu tale che essi lanciarono la proposta di un Secondo Fronte per aiutare l'URSS e sconfiggere rapidamente le Potenze dell'Asse. Nell'industria si opposero agli scioperi e sostennero i comitati di produzione unitari, che intendeva aumentare la produttività, e supportarono il governo di unità nazionale guidato da Winston Churchill (Conservatore) e Clement Attlee (Laburista). La presa di posizione patriottica del CPGB fu tale che nel 1943 in un'elezione a Cardiff fecero attivamente campagna per il candidato del Partito Conservatore contro Fenner Brockway, candidato del Partito Laburista Indipendente. Il partito attaccò gli scioperanti come agenti trotzkisti.
Alle elezioni generali del 1945, il Partito Comunista raccolse 103 000 voti, e due comunisti furono eletti al Parlamento, uno dei quali era il sopracitato Gallacher; l'altro era Phil Piratin, che batté Mile End nel collegio di London's East End. Harry Pollitt perse per soli 972 voti nel collegio di Rhondda East. Entrambi i parlamentari comunisti tuttavia non furono rieletti nel 1950. Comunque, il partito era intento a dimostrare la sua lealtà alla competitività industriale britannica. Al XIX Congresso, Harry Pollitt chiese retoricamente, 'Perché dobbiamo aumentare la produzione?" rispondendosi "Per pagare ciò che siamo costretti ad importare. Per conservare la nostra indipendenza come nazione.'
Le adesioni al partito raggiunsero il massimo nel 1943 a quota 60.000. Nonostante potesse vantare alcuni intellettuali di grande spessore, soprattutto tra nel Communist Party Historians Group, il partito era ancora minuscolo se comparato ai suoi fratelli continentali: il Partito Comunista Francese ad esempio contava 800.000 iscritti, quello italiano addirittura 1.700.000 iscritti. Il partito tentò, senza successo, di associarsi al Partito Laburista nel 1935, nel 1943 e ancora nel 1946.
Nel 1951 il partito adottò un programma denominato "Via britannica al Socialismo" (ufficialmente adottato al XXII Congresso nell'aprile 1952), che sosteneva esplicitamente la possibilità di una transizione pacifica e riformista al socialismo - dopo che tale linea fu approvata personalmente dallo stesso Stalin. L'importanza di questo documento è nell'implicita rinuncia al proposito rivoluzionario per il quale il partito era stato fondato. La via britannica al socialismo sarebbe rimasta il programma del Partito Comunista fino alla sua dissoluzione 1991 sebbene in forma emendata e anche oggi rappresenta il programma del Partito Comunista Britannico che si proclama continuatore dell'esperienza del CPGB.
Dagli anni della seconda guerra al 1956 il partito fu all'altezza della sua influenza nel movimento operaio attraverso molti iscritti in posizioni di rilievo all'interno dei sindacati. Non solo ebbe un'immensa influenza nella Unione Nazionale dei Minatori ma fu anche estremamente influente all'interno della Electrical Trade Union e della Amalgamated Union of Engineering Workers il sindacato più importante dei "colletti blu". Inoltre gran parte della sinistra del Partito Laburista era influenzata dal Partito Comunista. I dissidenti erano pochi e forse il più importante era Eric Heffer il futuro parlamentare laburista che lasciò il partito alla fine degli anni Quaranta.
La morte di Stalin nel 1953 e la rivolta nella Germania dell'Est dello stesso anno non ebbero effetti rilevanti sul Partito Comunista, ma furono precursori di ciò che sarebbe avvenuto. Di maggior importanza fu il rapporto segreto presentato dal nuovo leader sovietico Khrushchev al XX Congresso del Partito Comunista dell'Unione Sovietica in cui denunciava i crimini e il culto della personalità di Stalin. Lo sciopero in Polonia nel 1956 creò imbarazzi non solo al CPGB ma anche a molti altri partiti comunisti. Il Partito Comunista Britannico subì la più forte emorragia di iscritti in seguito alla repressione da parte dei Paesi del Patto di Varsavia contro la rivoluzione ungherese. Questo evento era stato inizialmente riportato dal Daily Worker da parte del corrispondente Peter Fryer, ma con l'evolversi della vicenda le cronache al riguardo vennero censurate. Al suo ritorno nel Regno Unito, Fryer si dimise dal Daily Worker e fu espulso dal partito.

### Gli anni Sessanta e Settanta: il declino
Dopo i drammatici eventi del 1956, il partito si comportò sempre più come un gruppo di pressione cercando di usare la sua base ben organizzata nel movimento tradunionista per influenzare l'ala sinistra del Partito Laburista. Tra i tradunionisti del partito vanno ricordati nel 1968 John Tocher, George Wake, Dick Etheridge e Cyril Morton (AEU); Mick McGahey, Arthur True e Sammy Moore (NUM); Lou Lewis (UCATT) e Max Morris (NUT). Ken Gill fu il primo militante del partito eletto funzionario nel 1968 e l'ex comunista Hugh Scanlon fu eletto presidente dell'AEU sconfiggendo Reg Birch, il maoista ex-candidato del partito.

## Segretari generali del CPGB
- 1920 - 1929: Albert Inkpin
- 1929 - 1939: Harry Pollitt
- 1939 - 1941: Rajani Palme Dutt
- 1941 - 1956: Harry Pollitt
- 1956 - 1975: John Gollan
- 1975 - 1990: Gordon McLennan
- 1990 - 1991: Nina Temple

## Risultati elettorali
| Anno | Voti   | Seggi   |
| ---- | ------ | ------- |
| 1922 | 30 684 | 2 / 615 |
| 1923 | 34 258 | 0 / 615 |
| 1924 | 51 176 | 1 / 615 |
| 1929 | 47 554 | 0 / 615 |
| 1931 | 69 692 | 0 / 663 |
| 1935 | 27 177 | 1 / 615 |
| 1945 | 97 945 | 2 / 640 |
| 1950 | 91 765 | 0 / 625 |
| 1955 | 33 144 | 0 / 630 |
| 1959 | 30 896 | 0 / 630 |
| 1964 | 46 442 | 0 / 630 |
| 1966 | 62 092 | 0 / 629 |